# 武者番長風雲録
SDガンダム武者番長風雲録（むしゃばんちょうふううんろく）は、武者ガンダムシリーズの第17作である。

## 概要
これまでプラモデルBB戦士の組立説明書に掲載されていた漫画『コミックワールド』がなくなり、『コミックボンボン』連載の一式まさとによる漫画作品を中心に展開される。
前作より設定を一新し、人間と武者頑駄無が共存する現代風の世界が舞台。メイン登場の武者頑駄無が鉄機武者で構成され、BB戦士では過去に発売された商品との連動が前提となっており、既存の武者ガンダムシリーズのキャラクターの部品を取り付けることが可能である。劇中登場したものは、同時期に再版されている。

## 登場人物
【】内は読み仮名。（）内はモチーフとなったキャラクター。設定などでそう見えなくとも、未成年については武者・覇暗超含め全て小学生である。

### 覇暗超【バアンチョー】
黒龍頑駄無【コクリュウガンダム】（ガンダム）BB戦士 No.287
関東圏立 第3武者小学校に通う、漢気あふれる武者頑駄無。普段は穏やかで小さな「こくりゅう」の姿をしているが、納得いかないことがあると、自身の持つ熱血回路に火が付き番長の黒龍頑駄無になる。プリンが大好物で、プリンが原因で番長の姿になったりもする。龍之介の家にホームステイをしている。暗黒龍曰く、天宮最凶の悪童。
- 武器
  - 木刀

- 必殺技
  - 燦雷頭【サンライズ】
額にあるパーツを展開し、頭に付いた星型のマークで頭突きをする技。
  - 龍戦頭【リーゼント】
両手に付いている手甲を頭に装備してリーゼントのようにし、敵に突撃する技。学校の校庭にクレーターができるほどの威力。
  - 番長魅砕流【バンチョーミサイル】
赤獅子頑駄無の獣凄波の勢いで龍戦頭をする黒龍頑駄無を突撃させる技。

黒龍頑駄無・特攻【コクリュウガンダムトッコウ】
不屈沢に熱血回路を奪われ窮地に陥った龍之介や怒武連合の必死の抵抗を目の前にして覚醒し、復活を遂げた黒龍の姿。文字通り、特攻服を着たような姿となる。
この姿でいられるのはわずかでウルトラマンのように時間が切れると元の姿に戻ってしまう。背中に墨龍刀という大刀を背負っている。
- 必殺技
  - 金色矢射 蹴多機駆【コンジキヤシャ ゲタキック】
強烈なキックを連続で喰らわす。足を空気圧で押し出すため、蹴り一回ごとに薬莢を出す。
  - 爆龍火斬【バクリュウカザン】
墨龍刀に炎をまとわせ、斬撃を放つ技。
  - 山嵐【やまあらし】

白凰頑駄無【ハクオウガンダム】（Ζガンダム）BB戦士 No.289
白い制服を着た、私立第7武者小学校の生徒会長で、裏番長。長い髪を持つ。性格は表は紳士的、裏はきつめ。華麗な闘い方を好む。エネルギーが切れると小さな「はくおう」になってしまい、やかましい性格になる。当初は黒龍のライバルだったが、時折クルーザー（ほとんど戦艦）を無理矢理貸したり、青狼の情報を送ったりしている。
ビグザ美暴走の時に合身攻【ガチンコ】という合体技（この時は白凰が上であった。理由はガサツな黒龍では女性をエスコートできないから）で暴走を止めた。
- 武器
  - サーベル

- 必殺技
  - 鳳凰の羽撃き【ほうおうのはばたき】
白凰の長髪を腕に装備して、羽ばたく技。
  - 凰流爆【オールバック】
長髪をオールバックの形にして突撃する技。龍戦頭と同じぐらいの威力がある。
  - 白扇（奥義）乱れ打ち【ハクオウギみだれうち】
合身攻状態（上）で使える技。ビグザ美が暴走したとき、鎧だけを砕いて助けた。技名は扇と奥義を掛けている。

白凰頑駄無・颯爽【ハクオウガンダムエレガント】
黒龍頑駄無・特攻に対抗するために特訓をし、戦兵衛の乱入のおかげで、覚醒することに成功した白凰の姿。サーベルを持つ。
黒龍と同じく、この姿でいられるのはわずかでウルトラマンのように時間が切れると元の姿に戻ってしまう。
黒龍と同じく、BB戦士のリリース予定は無い。
- 必殺技
  - 斬凰の儀【ざんおうのぎ】

赤獅子頑駄無【セキジシガンダム】（ΖΖガンダム）BB戦士 No.291
怒櫓巣海洋小学校にいる、豪快な性格の武者頑駄無。サーフィンが好きで、仲間のためなら自分を犠牲にしようとした事がある。エネルギーが切れると子犬のような姿の「ちび獅子」になってしまい、動物のような言葉しか喋れなくなる。青狼とは兄弟。
赤獅子にとって黒龍が己の太陽であるため、太陽が無い場所でも黒龍がいれば獣王射が発射できるようである。しかし発射後のちび獅子に戻ることは解消されないようである。
- 武器
  - 名称不明

- 必殺技
  - 獣凄波【ジュウセイバー】
大きな波を牙のように作り、敵を海に飲み込む技。
  - 獣王射【ジュウオウジャ】
額のライオンの口から高威力のエネルギー砲を放つ技。これを使うとエネルギーを使い果たしてしまうため、ちび獅子になってしまう。日の光が弱いと十分な力が出なかった。
  - 獣砕牙【ジュウサイガ】
羅威王形態のみ使える必殺技。
  - 波乗殺法 爆舞流【なみのりさっぽう バブル】
相手の周りを高速で周り、生み出した波で相手を飲み込む技。

青狼頑駄無【セイロウガンダム】（ガンダムGP-02+マドロック）BB戦士 No.292
寒い国に住んでいるクールな武者頑駄無。寒い駄洒落が大好き。赤獅子とは兄弟。甲隠冥彩【こうがくめいさい】や発菌具【ハッキング】を使うことができる覇暗超の最終型で大筒という射撃武器で戦う。
本当は大筒ではなく、素手で黒龍と戦いたいと思っていた。後に、拳を復活させたことにより凍り付いていた寒い駄洒落も復活した。
実は以前、選裏異徒スーツの開発時の被験者の暴走の際に放った拳で被験者の少年を死亡させてしまい、以後その拳を「禁じ手」となるように不屈沢に改造させた。ゆえに、飛び道具を使用している。
暗躍・偵察時は忍び犬のような姿「隠密忍狼」と呼ばれるが、劇中ではその姿に変身しなかった。
- 武器
  - 大筒2本

- 必殺技
  - 氷牙大刹斬【ヒョウガダイセツザン】
口から出した風で敵を凍らせ、大筒で粉々に切り裂く技。
  - 青散打【ブルーサンダー】
威力が、一死【ワンアウト】、二死【ツーアウト】、三死【スリーアウト】と上がっていくが、三死を打つと自分も吹き飛ぶ禁じ手である技。

偶-0【グレー】（オデュッセウスガンダム）
元々は選裏異徒スーツの開発時の被験者の暴走の際に死亡した少年で、不屈沢が新造武者としてよみがえらせた。黒龍のパワーに白凰のスピードを加え、黒龍の熱血回路を付けている覇暗超。怒武連合を一瞬で蹴散らしたが復活した黒龍に破壊された。
その後、不屈沢によって残骸の一部を回収され灰猿頑駄無として復活した。
- 必殺技
  - 猛狒冠【モヒカン】
人工衛星「天の八衢【アマノヤチマタ】」から天狗のような仮面を付けて射出する技。不屈沢曰く、龍戦頭を遥かに上回る破壊力がある。

灰猿頑駄無【カイエンガンダム】 （偶-0改）（ペーネロペー）
偶-0が不屈沢によって復活した和製国産、熱血回路搭載の覇暗超。その姿は、戦闘機のように見える。武装は6つのレーザービットと脚の部分に格納してあるマイクロミサイル。悪師頭のミサイルを打ち落とすために出撃し、覇暗超として覚醒した。生前の「暴走時に死亡した少年」＝零（レイ）は劇中の発言から不屈沢の息子である可能性もある。
- 必殺技
  - 雷刃駆猿怒【ライジングエンド】

暗黒龍頑駄無【アンコクリュウガンダム】
覇暗超を超える巨体な死覇暗超【ダイバアンチョー】。頭部からは龍の尾を模したものを伸ばしており、装着している学ランは暗黒太鼓に変形させる事が可能。さらに、選裏異徒スーツと融合して体を巨大化させることも可能。昔ながらの番長のような口調で喋る。

### 武者
怒武連合【ドムレンゴウ】
- 凱亜【ガイア】（ガイア搭乗ドム）
- 折手牙【オルテガ】（オルテガ搭乗ドム）
- 真狩【マッシュ】（マッシュ搭乗ドム）

怒武連合を名乗る3人組。最初は龍之介から金を巻き上げていたチンピラだったが、黒龍によって根性を叩き直され黒龍を番長と慕うようになった。龍之介とも和解して友達のようになっている。怒武連合はアパートの一室を借りるカタチで大家さんの家にホームステイをしている。それぞれが役割を分担していて、凱亜が家計担当、折手牙が掃除担当、真狩が料理担当になっている。
- 必殺技
  - ジェットスクリームアタック
凱亜の突き、真狩の胴、折手牙の面、から成る技。

ビグザ美【ビグザミ】（ビグ・ザム）
いつも轟然闘燃と一緒にいる武者。闘燃のカワイイ妹分。黒龍のことが好きだが、凱亜に惚れられている。巫女姿を披露したことがある。
痢加凶師に暗黒エネルギーを注入され、巨大化して暴れ回ったが、黒竜と白凰の合身攻によって助けられた。
後に闘燃と共に白凰が進学した超エリート校に進学した際、イメチェンに成功した（この時一式は担当に「それはムチャですよ一式先生!!」と突っ込まれた）。
- 必殺技
  - 100文キック【ひゃくもんきっく】
巨体ゆえに、強力な蹴りをお見舞いする。

火武輝頑駄無【カブキガンダム】
炎ノ助と飼育係をしている3年坊主。口から炎を出す。ややおどおどした性格。
3年後に第1武者中学校に入学し、黒龍と同じ身長になるほどの成長を遂げる（凱亜曰く「成長しすぎだ!!」）。
- 必殺技
  - 炎目煉侍士大炎舞【えんもくれんじしだいえんぶ】
もみ上げを引っ張り髪の毛に炎を発生させ、相手を焼き尽くす。

時王【ジオ】（ジ・O）
第7武者小学校をシキる時乃殴弥蛇組【トキノナミダぐみ】のリーダー。怒武連合と対立している。
百式【ヒャクシキ】（百式）
第7武者小武術部の百死鬼隊【ひゃきしきたい】のリーダー。時王が入院したのをきっかけに、第7武者小を仕切ろうとしたが、白凰に捕まり黒龍と百人組手をした。名前の通り百人いる。
光武斎【コウブサイ】
白凰が頭を下げるほど、学術において地位の高い老年の武者であるが、黒龍は知らないようである。黒龍らに死覇暗超【ダイバアンチョー】の存在を教え、黒龍と白凰で協力すべきと教えた。
戦兵衛【センベエ】
光武斎の懐刀の武者。カラスのようなマスクを付けて白凰と戦い、白凰を超えるスピードで刀を抜かせなかった。白凰を覚醒させるきっかけを作った武者でもある。
- 必殺技
  - 日輪爆砲【にちりんばくほう】
頭の後ろについた輪からエネルギー砲を放つ技。

起矢音自無之進【キヤノンジムノシン】（ジムキャノンII）
第3武者小学校の生徒で、テスト結果はいつも1番だったらしいが最侠院凶侍に1位の座を奪われてしまった。
侍野武・苦労人・頑駄無【ジャン・クロード・ガンダム】（ジャン＝クロード・ヴァン・ダム）
最終回で登場した、第4武者小獅子魂【ライオンハート】番長。第1武者中に入学したヤンキー。小学校で占めた自分の脚で中学校を占めようとしたが、火武輝に燃やされ、最侠院こと暗黒龍に教育的指導をされた。

### 人間
良雲 龍之介【よしくも りゅうのすけ】
第三武者小学校の「5年刀組」の生徒で、黒龍のパートナー。
主な趣味は、ガンプラ作り（メジャーなものからマイナーなものまで様々）。
最終回では小学校を卒業し、怒武連合と炎ノ助と共に中学3年生に進級した。
ママさん
龍之介の母親。ママさんの作るプリンは、黒龍の大好物。
スタイル抜群で、天然が少し入っている。
土手来 若武郎【どてらい じゃぶろう】
第三武者小学校の「5年刀組」のクラス担任。教師生活3年の熱血教師だが、よく酷い目にあう。しかし、生徒の事はとても大切に思っている。名前の由来は「ジャブロー」から来ている。怒武連合と同じアパートで一人暮らしをしている（部屋は怒武連合の下の部屋である）。
後に第一武者中学校に赴任し、教師生活6年目を迎える。
冴津 鋭利【さえず えり】
通称・エリザベス。第3武者小学校の怒武たちの「5年槍組」のクラス担任で、教育指導係も務めている。怒武連合からは恐れられている。名前の由来は「さえずり」から来ている。
後に土手来先生同様、第一武者中学校に赴任した。
炎ノ助【えんのすけ】
怒武たちのクラスメイト。試験になると飼育小屋にひきこもってしまう。火武輝頑駄無とは仲がいい。
後に龍之助と怒武連合同様、中学3年生に進級した。
轟然 闘燃【ごーぜん ともえ】（巴御前）
通称・トモエ御前。第3武者小学校のスケ番美少女。学年は6年生。得意技は、「トモエ投げ」。性格は超の付くツンデレ。白凰頑駄無のことが好きで憧れているが、褒められると興奮して技をかけてしまう。
ビグザ美と同じく、神社のバイトで巫女姿を披露した。
後にビグザ美と共に、白凰と同じ超エリート校へ進学した。
- 必殺技
  - トモエ投げ【ともえなげ】（巴投げ）
相手を遠くまで投げ飛ばす。白凰に照れ隠しのためによく使われる。技の名に反し、そのフォームは背負い投げである。

藁摑見 溺蔵【わらつかみできぞう】
世界初の船上小学校である怒櫓巣海洋小近くで漁師を営んでいるオヤジ、怒櫓巣小を攻撃する赤獅子頑駄無と黒龍頑駄無のバトルに巻きこまれるが積極的に黒龍に協力する。その正体はかつて伝説のサーファーとして名を馳せた人物で黒龍に海でのバランス感覚を叩きこんだ。名前の由来は「溺れる者は藁をも掴む」から来ている。
玉尼亭るん【たまにているん】
関東圏立第三武者小学校五年刀組に通う女の子、第三武者小学校報道部の所属でお昼の校内ニュースのリポーターなどをしている。
和得【カズエル】（ガズエル）
和有【カズアル】（ガズアル）
私立第七武者小学校・白鳳頑駄無の側近を務める双子の男子生徒。和得と和有の見分け方は本人基準で左目が隠れているほうが和得、右目が隠れているほうが和有。
竜川クリスタル【タツガワクリスタル】（滝川クリステル）
朝9時のニュースに出ていたニュースキャスターの女性。

### 凶育委員会【キョウイクイインカイ】
赦亜殺駆【シャアザク】（シャア専用ザクII）
凶育委員会総長。元は光武斎の弟子であり、光武斎を「先生」と呼ぶ。黒龍達覇暗超を送り込んだ本人。
選裏異徒として人間の子供たちを武者に仕立て、天宮で戦を起こし武者が武者らしく生きる世界に戻そうと目論んでいる。
痢加凶師【リカデスティーチャー】（デスアーミー+理科教師）
黒龍頑駄無・白凰頑駄無の前に現れた凶育委員会の人。再凶育のための特殊フィールドをはることができる。
我座C【ガザキャプテン】（ガザC+船長）
世界初の船上小学校である怒櫓巣海洋小学校の教師で片言の喋りが最大の特徴。臨海学校にきた関東圏立第三武者小学校五年生一行を閉じ込めるが第三小生徒を救出にきた黒龍たちと交戦し、最後は赤獅子頑駄無に倒される。
個苦娯凶師【コクゴデスティーチャー】（ゲルググM+国語教師）
追試を受ける事になった黒龍を更に苦しめるため、試験官になった冴津先生と入れ替わった凶育委員会の凶師の一人。最終問題時に本物の冴津先生が現れたため正体を現すが黒龍の燦雷頭一発で退場した。
惨崇凶師【サンスウデスティーチャー】（ビルゴ+算数教師）
蔵王山奥地にある衛星にもレーダーにも映らない凶育委員会の巨大要塞である獄監凶学校に勤める凶育委員会の凶師陣の一人。マイペースな青狼頑駄無を再凶育しようと表に呼び出すが逆に返り討ちにあった。
頭硬凶師【ズコウデスティーチャー】（ジェニス+図工教師）
蔵王山奥地にある衛星にもレーダーにも映らない凶育委員会の巨大要塞である獄監凶学校に勤める凶育委員会の凶師陣の一人。こちらもマイペースな青狼頑駄無を再凶育しようと表に呼び出すが逆に返り討ちにあった。
射戒凶師【シャカイデスティーチャー】（ゾロアット+社会教師）
蔵王山奥地にある衛星にもレーダーにも映らない凶育委員会の巨大要塞である獄監凶学校に勤める凶育委員会の凶師陣の一人。こちらもマイペースな青狼頑駄無を再凶育しようと表に呼び出すが逆に返り討ちにあった。
不屈沢勇気知【ふくつざわ ゆきち】（福澤諭吉）
偶-0を造った人物。凶師と言っているが、見た目は人間。左目が鉄機武者のような歯車状になっている。
優統制【ユウトウセイ】
黒龍を元に量産された凶育委員会の手下。
選裏異徒【エリート】
元々普通の小学生達が、選裏異徒スーツで洗脳され変わってしまった姿。
- 必殺技
  - 苦身耐葬第壱 犯魔亜【くみたいそうだいいち ハンマー】
選裏異徒達の必殺技。二人が一人の体を持ち上げ、対象に向かって投げつける。鉄橋を破壊する威力がある。

最侠院凶侍【さいきょういんきょうじ】
第三武者小学校の転校生で成績優秀、体育の能力も群を抜き、女子にもモテモテの何でもできる少年。好きな飲み物は牛乳。その正体は暗黒龍頑駄無である。

### その他
武チャ丸、ワカ、バッキー、烈丸
四巻の巻末マンガに登場。プリンをなくした黒龍にかまれるが、結局は黒龍が自ら食べてしまった事がわかり一同覚醒して追いかけまわす。

## 用語
覇暗超【バアンチョー】
鉄機武者の進化系である、今までのシリーズでは悪しき力として扱われていた暗黒の力を従える事ができる存在。全てを超える存在といわれており、合体することで強大な力を得ることが出来る。造ったのは凶育委員会。黒龍や白凰、赤獅子や青狼がその部類に入る。偶-0は不屈沢に造られたので他の四人とは少し違う。龍之介が思っていた番長とは違う。
武者○伝IIISDのプリンスのように、通常もしくは何らかのパワーダウン時にはミニマムした姿をとり（キットで再現可能）、性格も大きく異なる。
凶育委員会【キョウイクイインカイ】
覇暗超を造った組織。
死覇暗超【ダイバアンチョー】
最侠院凶侍のこと。こっちも龍之介が思っていた大番長とも違う。
選裏異徒スーツ【エリートスーツ】
選裏異徒スーツを身に着けると着た者の力、頭脳を飛躍的に向上させることが出来る。装着のためのツールは、携帯の形をしている。しかし、それはスーツに意識が組み込まれる悪魔の鎧でもある。死覇暗超によって強制的にスーツを操作されるという危険性もある。本来は天宮の技術を応用し、体力、知力ともに子供の能力を均等に最大限までひきだせるように開発されたものだったが、開発の最終段階で暴走し、被験者の少年は止めに入った青狼の拳の一撃により命を落としてしまった。 しかし、これは暴走ではなく、凶育委員会の本来の予定通りだったようで、そのまま完成となった。
組【くみ】
刀組や槍組の他にも盾組・鎧組・兜組などがある。
武者小学校【むしゃしょうがっこう】
関東圏立第三武者小学校、東北圏立第四武者小学校、東北圏立第六武者小学校、私立第七武者小学校、関西圏立第八武者小学校、怒櫓巣海洋武者小学校、獄監凶学校などがある。